# Смитвил (Тенеси)
Смитвил (енгл. Smithville) град је у америчкој савезној држави Тенеси.

## Демографија
По попису из 2010. године број становника је 4.530, што је 536 (13,4%) становника више него 2000. године.
| Група             | 2000.         | 2010.         |
| Белци             | 3.679 (92,1%) | 3.845 (84,9%) |
| Афроамериканци    | 109 (2,7%)    | 90 (2,0%)     |
| Азијати           | 4 (0,1%)      | 11 (0,2%)     |
| Хиспаноамериканци | 162 (4,1%)    | 532 (11,7%)   |
| Укупно            | 3.994         | 4.530         |